# Hemectyon atlanticus
Hemectyon atlanticus är en svampdjursart som först beskrevs av Claude Lévi och Jean Vacelet 1958.  Hemectyon atlanticus ingår i släktet Hemectyon och familjen Raspailiidae. Inga underarter finns listade i Catalogue of Life.